# Вила Гвардија
Вила Гвардија (итал. Villa Guardia) је насеље у Италији у округу Комо, региону Ломбардија.
Према процени из 2011. у насељу је живело 7483 становника. Насеље се налази на надморској висини од 361 м.

## Становништво
| 1931. | 1936. | 1951. | 1961. | 1971. | 1981. | 1991. | 2001. | 2011. |
| ----- | ----- | ----- | ----- | ----- | ----- | ----- | ----- | ----- |
| 3.126 | 3.221 | 3.750 | 4.264 | 5.457 | 5.964 | 5.952 | 6.487 | 7.793 |